# چهارشنبه ۳:۳۰ بعد از ظهر
چهارشنبه ۳:۳۰ بعد از ظهر (کره‌ای: 수요일 오후3시30분؛ انگلیسی: Wednesday 3:30 PM) یک مینی‌سریال تلویزیونی کره جنوبی سال ۲۰۱۷ با بازی لی هونگ بین، جین کی جو و آن بو-هیون است. این مجموعه نخستین بار در اُکسوسو، یک اپ موبایل، در ۳۱ مه ۲۰۱۷ پخش شد. سپس از ۷ ژوئیه ۲۰۱۷، چهارشنبه‌ها ساعت ۱۵:۳۰ (کی‌اس‌تی) در اس‌بی‌اس پلاس پخش شد.